# Чарльз Таунлі
Чарльз Таунлі (англ. Charles Townley, 1 жовтня 1737 — 3 січня 1805) — англійський аристократ, антиквар і колекціонер творів античної скульптури.

## Біографія
Чарльз Таунлі народився 1 жовтня 1737 в Англії в родовому маєтку Таунлі-хол, недалеко від Бернлі в графстві Ланкашир (Північно-Західна Англія).
Він був старшим сином Вільяма Таунлі (1714—1741) та його дружини Сесилії, дочки Ральфа Стендіша зі Стендіша, Ланкашира, онуки Генрі, шостого герцога Норфолка. Він успадкував маєток після смерті батька в 1742 році й приблизно в цей же час вступив до католицького коледжу (College des Grands Anglais) в Дуе (Франція). Пізніше він розбудував свій маєток і певний час жив життям сільського джентльмена свого часу. Як католик він був позбавлений можливості державної служби та навчання в університеті. Удосконалював свої знання у гуманітарних науках під керівництвом Джона Тербервіля Нідема, біолога та римсько-католицького священика.
Відвідування Риму і Флоренції в 1765 привело Чарльза Таунлі до захоплення античним мистецтвом. Він мандрував південною Італією та Сицилією, але до 1772 року своєю штаб-квартирою зробив Рим. У 1768 році він почав формувати колекцію старожитностей. Незважаючи на конкуренцію з боку Ватикану, Таунлі швидко примножував свою колекцію, в основному за рахунок домовленостей з Гевіном Гамільтоном, і обережніше, з Томасом Дженкінсом. Він ділив з ними ризики та успіхи у розкопках та таємному вивезенні творів мистецтва з Італії.
Таунлі купував античні статуї, розписні вази, монети, рукописи, а також малюнки й картини старих майстрів. У 1772 році він переїхав до Лондона, а через деякий час, в 1778 році придбав будинок на Парк-стріт, 7 у Вестмінстері.
У березні 1791 року Чарльз Таунлі був обраний членом Королівського наукового товариства.
Він пристосував свій будинок для розміщення статуй та бібліотеки. Як і раніше, час від часу відвідував Рим і продовжував отримувати нові предмети для своєї колекції приблизно до 1780 року, почасти з Італії, через своїх агентів Вільяма Гамільтона і Томаса Дженкінса, а почасти за рахунок придбань у Англії у Лайда Брауна та інших агентів. Крім мармурових скульптур колекція Таунлі містила теракотові рельєфи, багато з яких купував скульптор Джозеф Ноллекенс, бронзовий посуд, кілька дорогоцінних каменів та серію римських «великих латунних» монет. Саме Ноллекенс у 1807 році виконав мармуровий портретний бюст Чарльза Таунлі.
Таунлі, як і його друг сер Вільям Гамільтон, з ентузіазмом вивчав фантастичні теорії мистецтва П'єра-Франсуа Юга (барона Д'Анкарвіля). Більшість «Досліджень про походження грецьких творів мистецтва» (Recherches sur l'Origine des Arts de la Grece) Д'Анкарвіля була написана в будинку Таунлі на Парк-стріт. Сам Таунлі не опублікував нічого, крім дисертації в альманасі «Стародавні пам'ятки» («Vetusta Monumenta») про давній шолом, знайдений у Рібчестері (графство Ланкашир).
1786 року Таунлі став членом Товариства дилетантів, а 1791 року куратором Британського музею в Лондоні. Близько 1803 року його здоров'я погіршилося, проте Таунлі продовжував захоплено проєктувати галереї статуй і бібліотеки для свого Таунлі-голу в Бернлі.
Він помер у будинку 7 на Парк-стріт 3 січня 1805 року, на шістдесят восьмому році життя, і був похований у сімейній каплиці в Бернлі в Ланкаширі. Його володіння перейшли до його брата Едварда Таунлі Стендіша, а потім до його дядька Джона Таунлі з Чізвіка. Чоловіча лінія родини обірвалася після смерті полковника Джона Таунлі в 1878 році.
Чарльз Таунлі заповів свою колекцію Британському музею. Проте незадовго до смерті він вирішив залишити її під опікою свого брата Едварда і дядька Джона Таунлі за умови, що скульптури будуть виставлені у спеціально побудованій галереї. Галерея була побудована, але зі зростанням колекції музею грецьких і римських старожитностей стало ясно, що старий будинок був занадто малий. Старий особняк і Таунлі-галерея в стилі палладіанства були знесені в 1823 році та замінені новим двоповерховим будинком.
Мармурові та теракотові скульптури колекції Таунлі були викуплені у виконавців заповіту в 1805 році Британським музеєм за 20 000 фунтів стерлінгів. Спеціально для цієї мети куратори музею отримали парламентський грант. Едварда Таунлі Стендіша було призначено куратором колекції, а нова галерея, побудована в музеї для колекції Таунлі, була відкрита для публіки в 1808 році. Основна частина колекції Таунлі в Британському музеї складається приблизно з 300 експонатів і є однією з найбільших збірок греко-римського мистецтва.
Вироби з бронзи, монети, коштовне каміння та малюнки були придбані музеєм у 1814 році за 8 200 фунтів стерлінгів. Каталоги рукописів Таунлі зберігаються у відділі грецьких та римських старожитностей Британського музею. Великий архів Чарльза Таунлі, включно з щоденниками, бухгалтерськими книгами, рахунками, кореспонденцією та каталогами, було придбано Британським музеєм у 1992 році.

## Шедеври колекції Таунлі

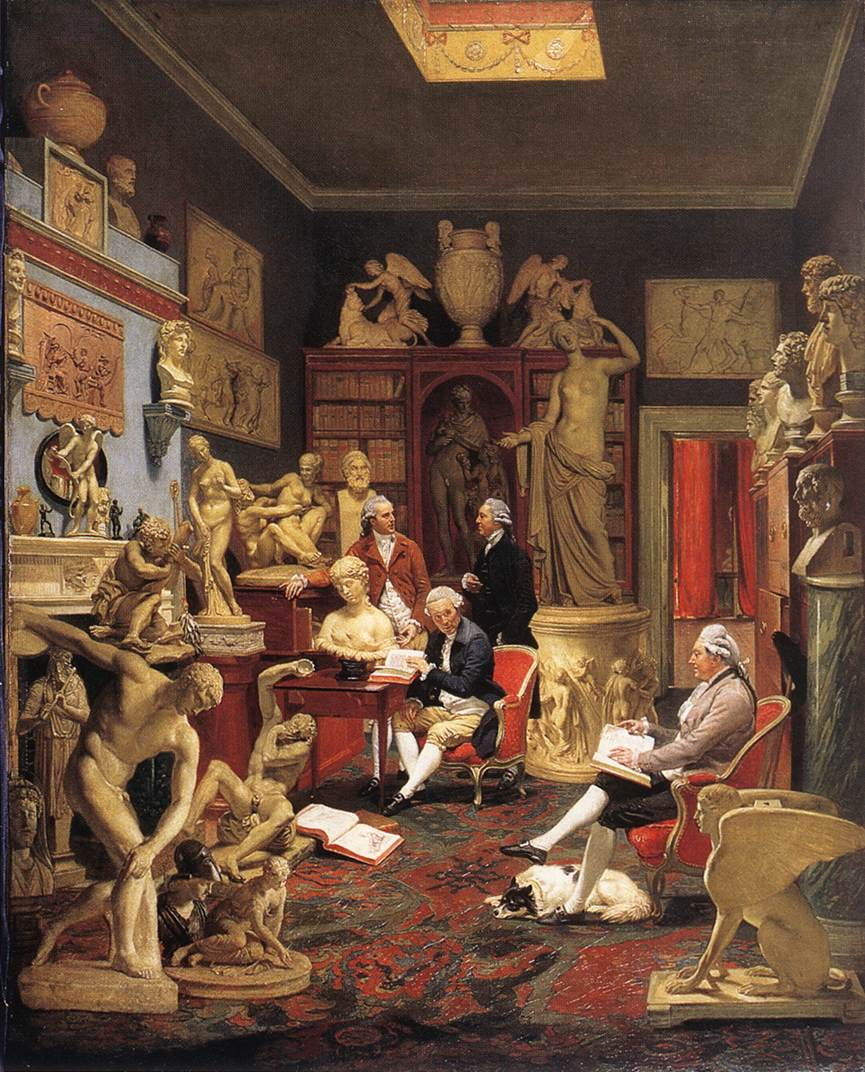
І. Цоффані. Чарльз Таунлі з друзями у своїй галереї. 1782. Галерея Таунлі-гол, Бернлі
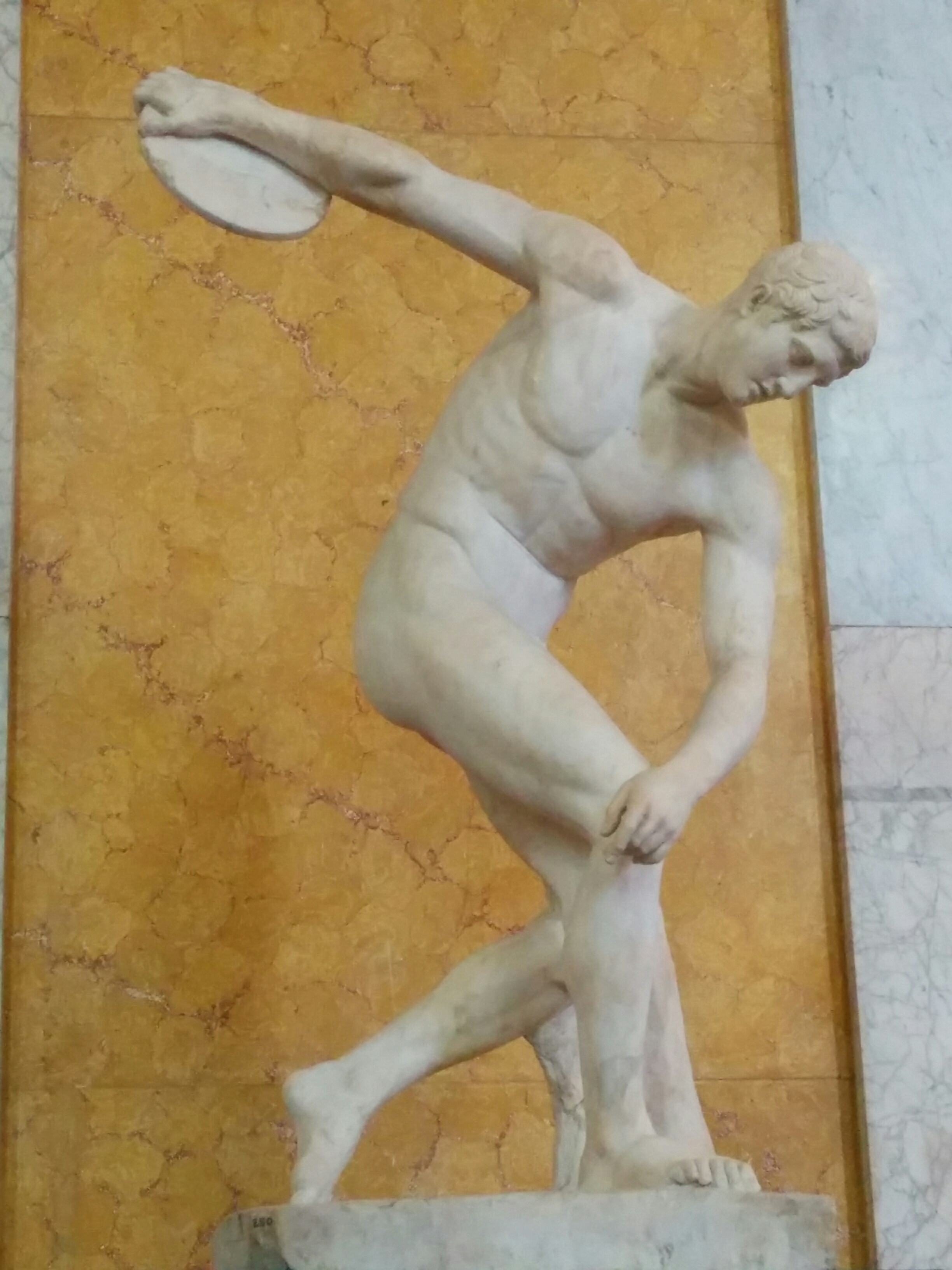
"Дискобол Таунлі". Репліка давньогрецького оригіналу Мирона 450-440 років. до н. е. (ІІ. ст. н. е.) Британський музей
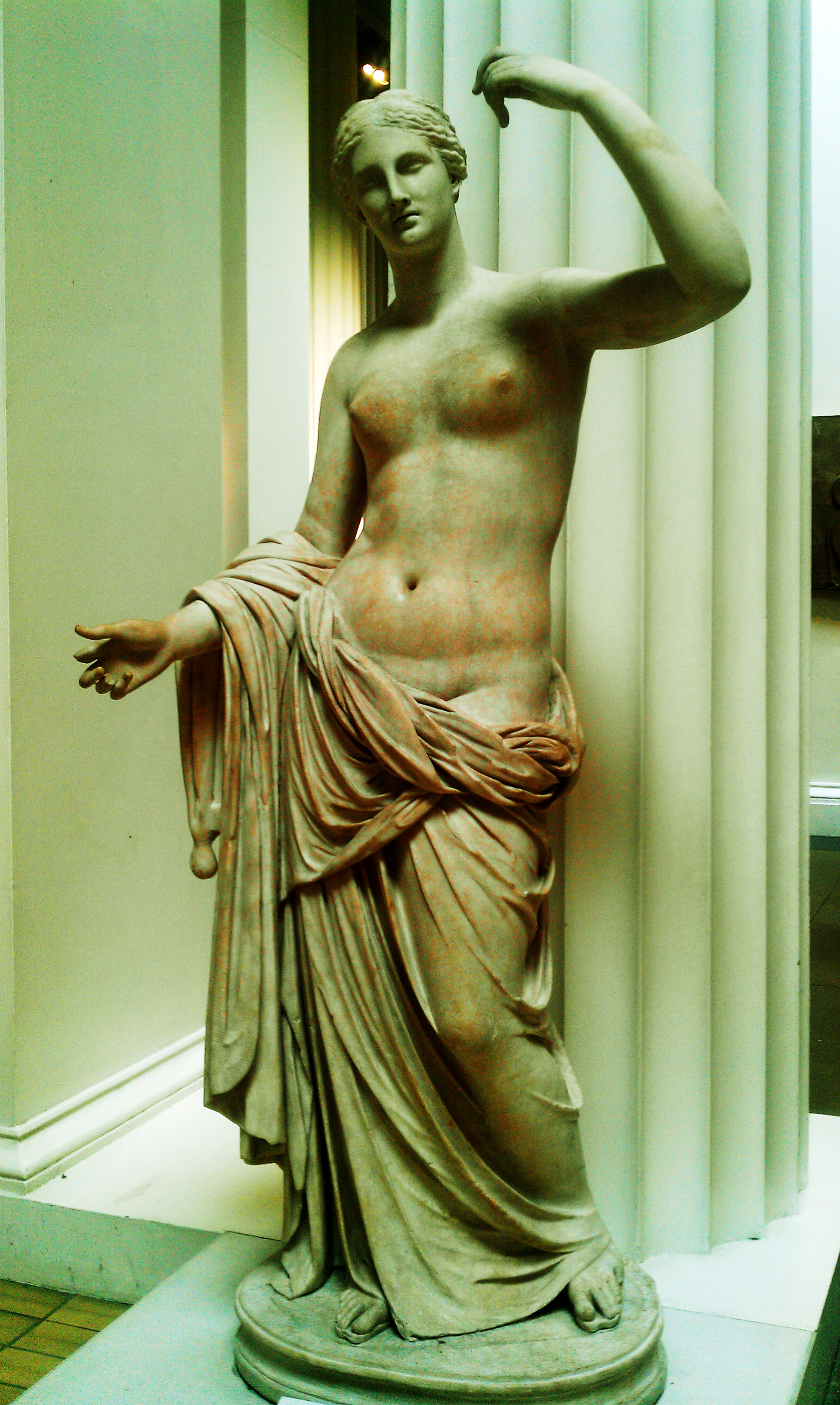
"Венера Таунлі" з Остії. ІІ. ст. н. е. Британський музей
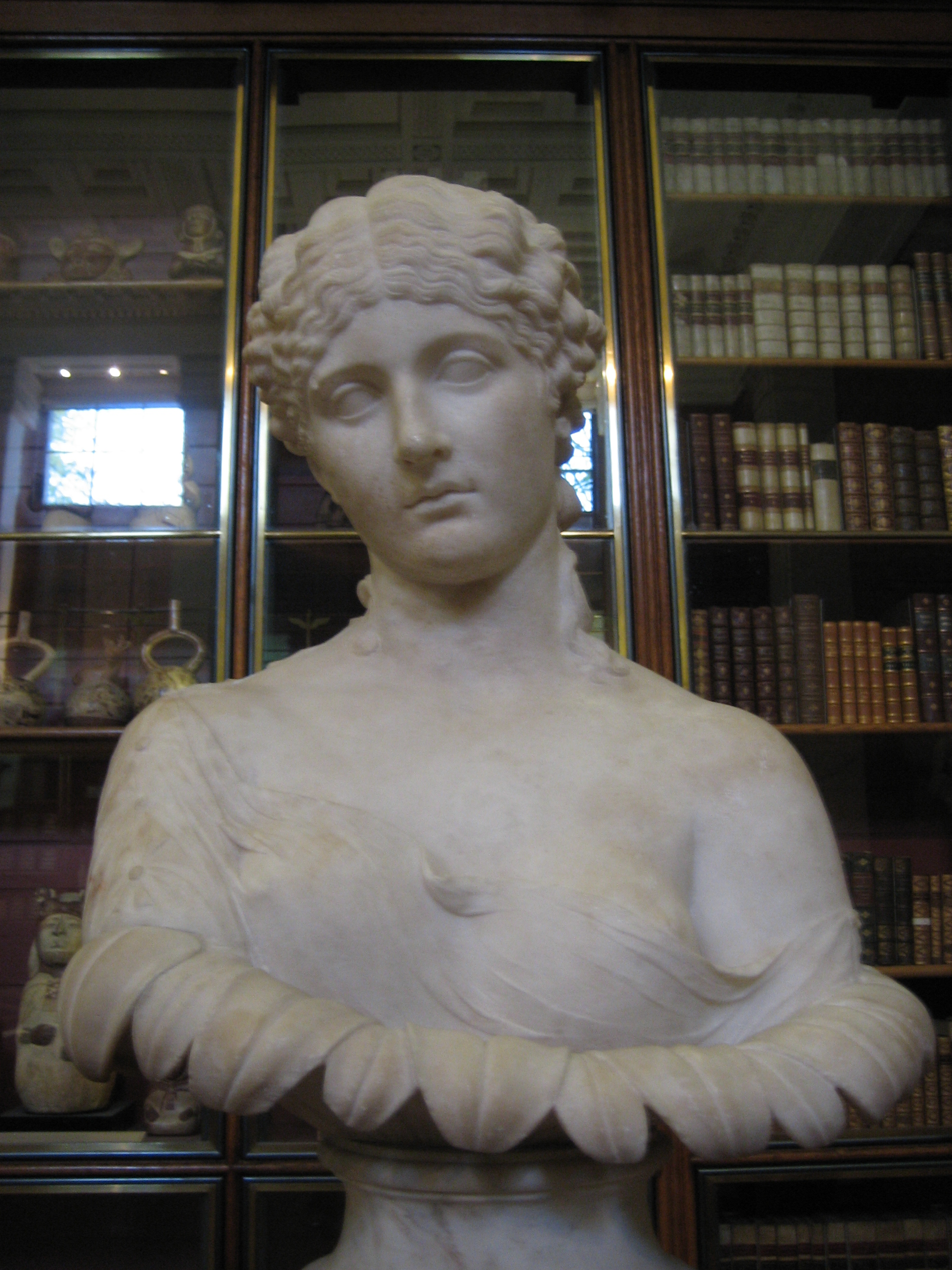
Погруддя Клітії («Жінка-Квітка»). ІІ. ст. н. е. Британський музей
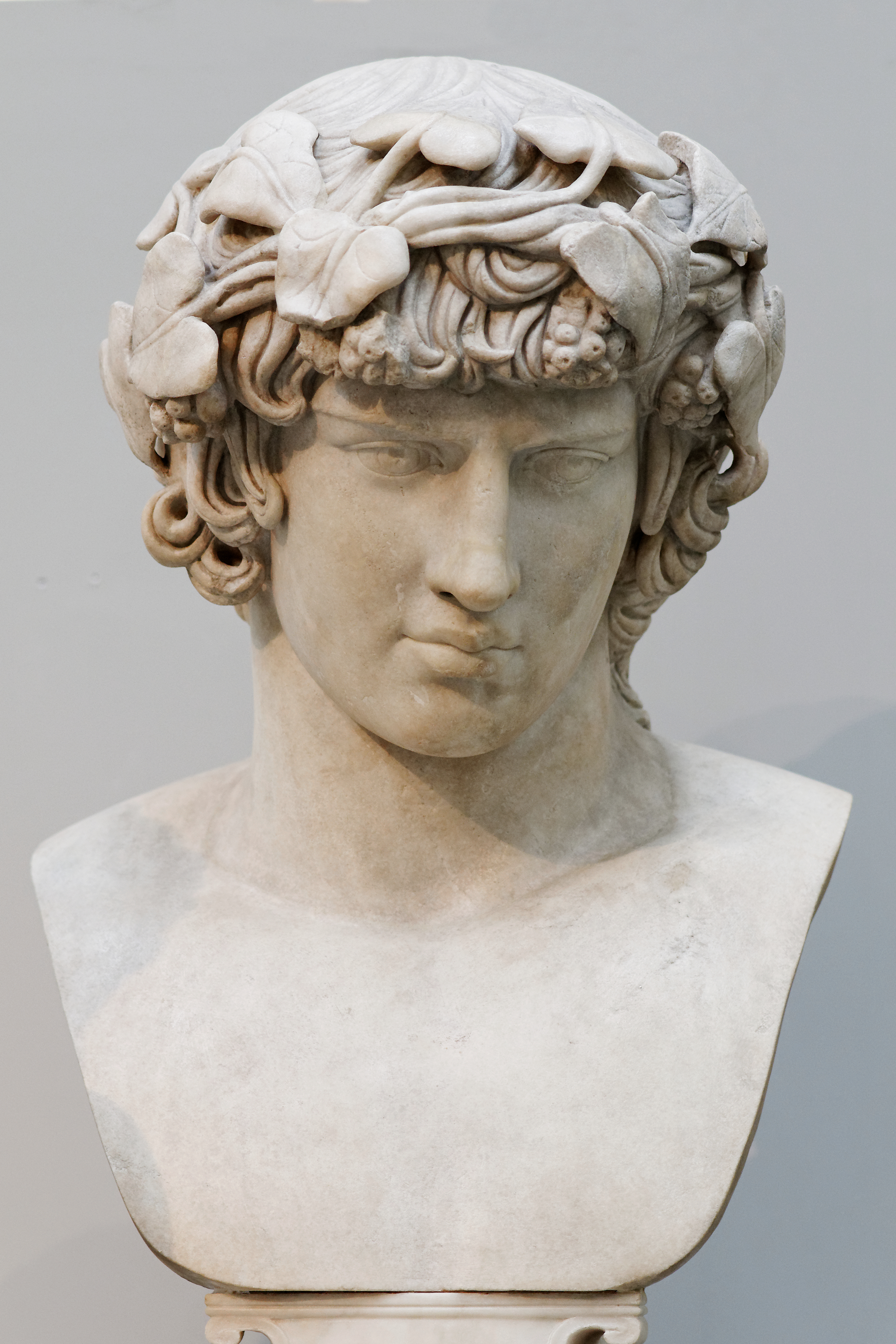
Антиной з Янікула. 130-140 р.р. н. е. (голова; торс - доповнення Вінченцо Пачетті(?)). Британський музей
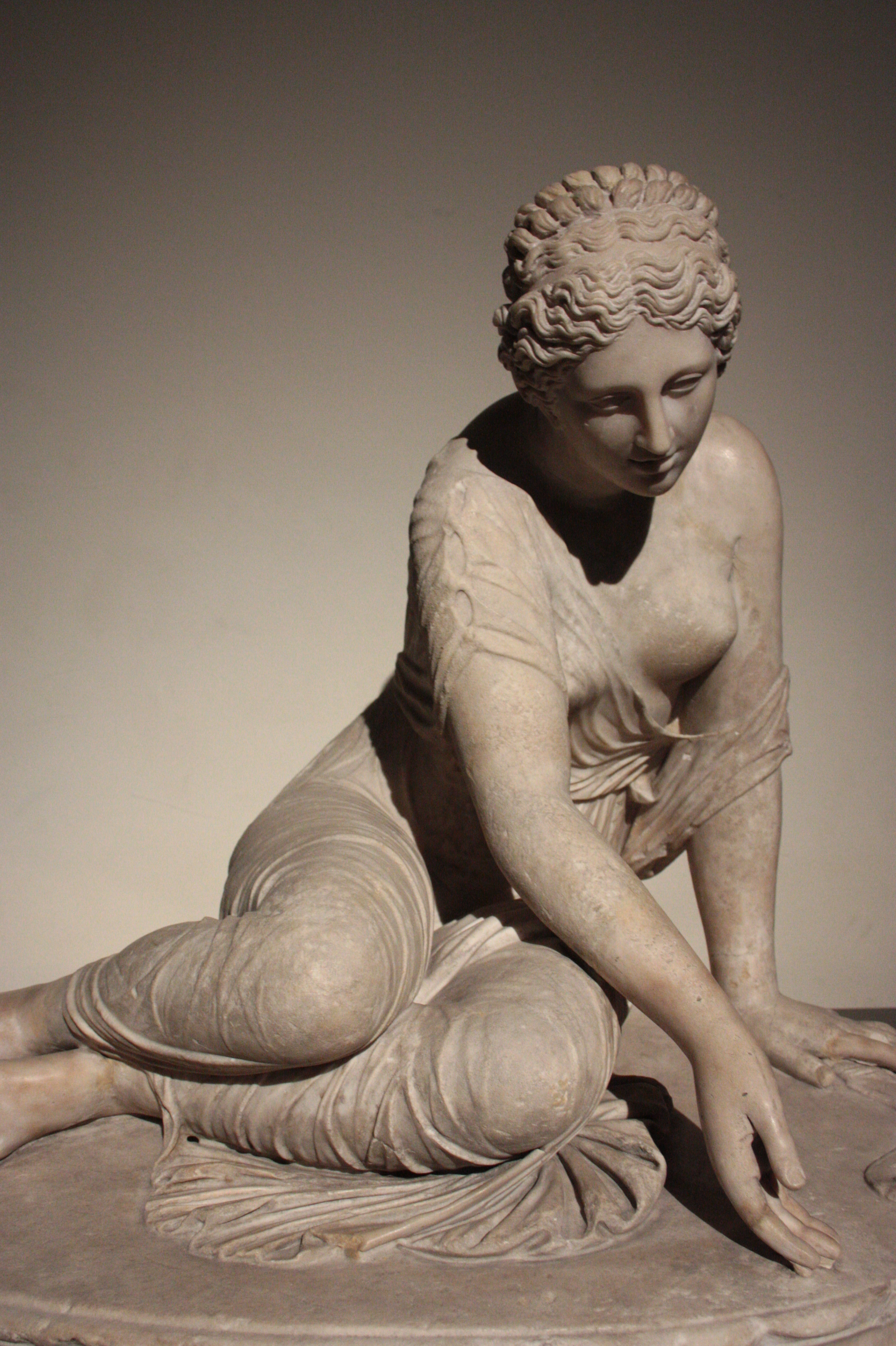
Гра в кості. ІІ ст. н. е. Британський музей
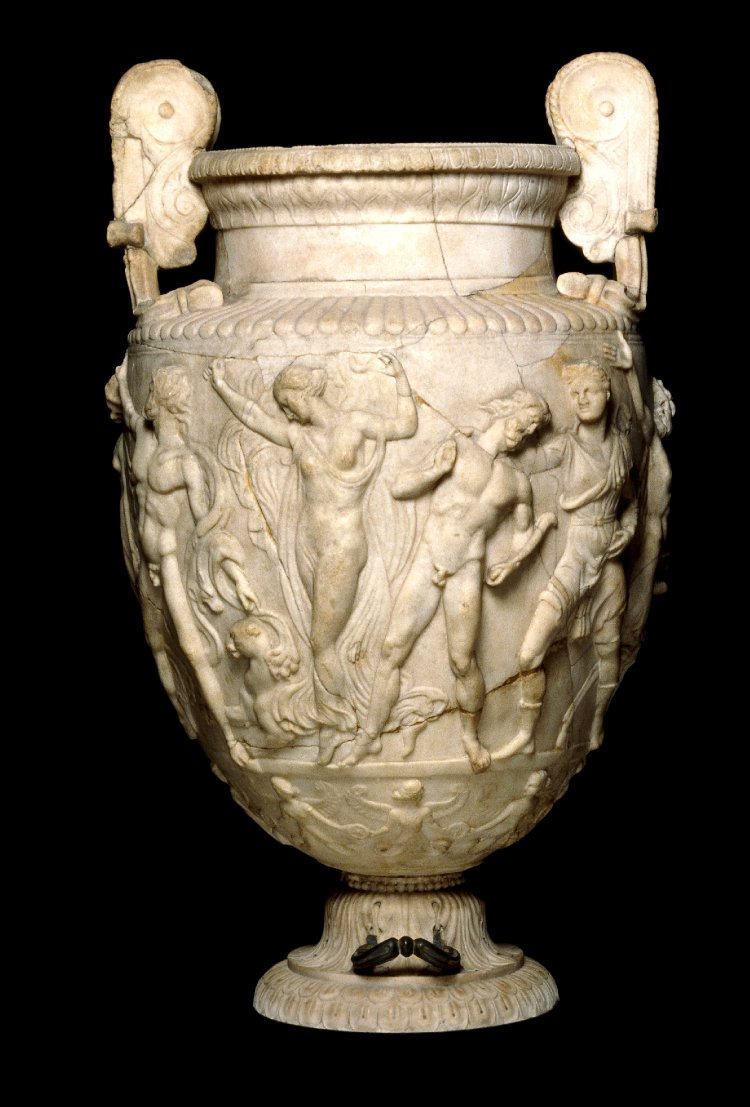
"Ваза Таунлі". ІІ ст. н. е. Британський музей
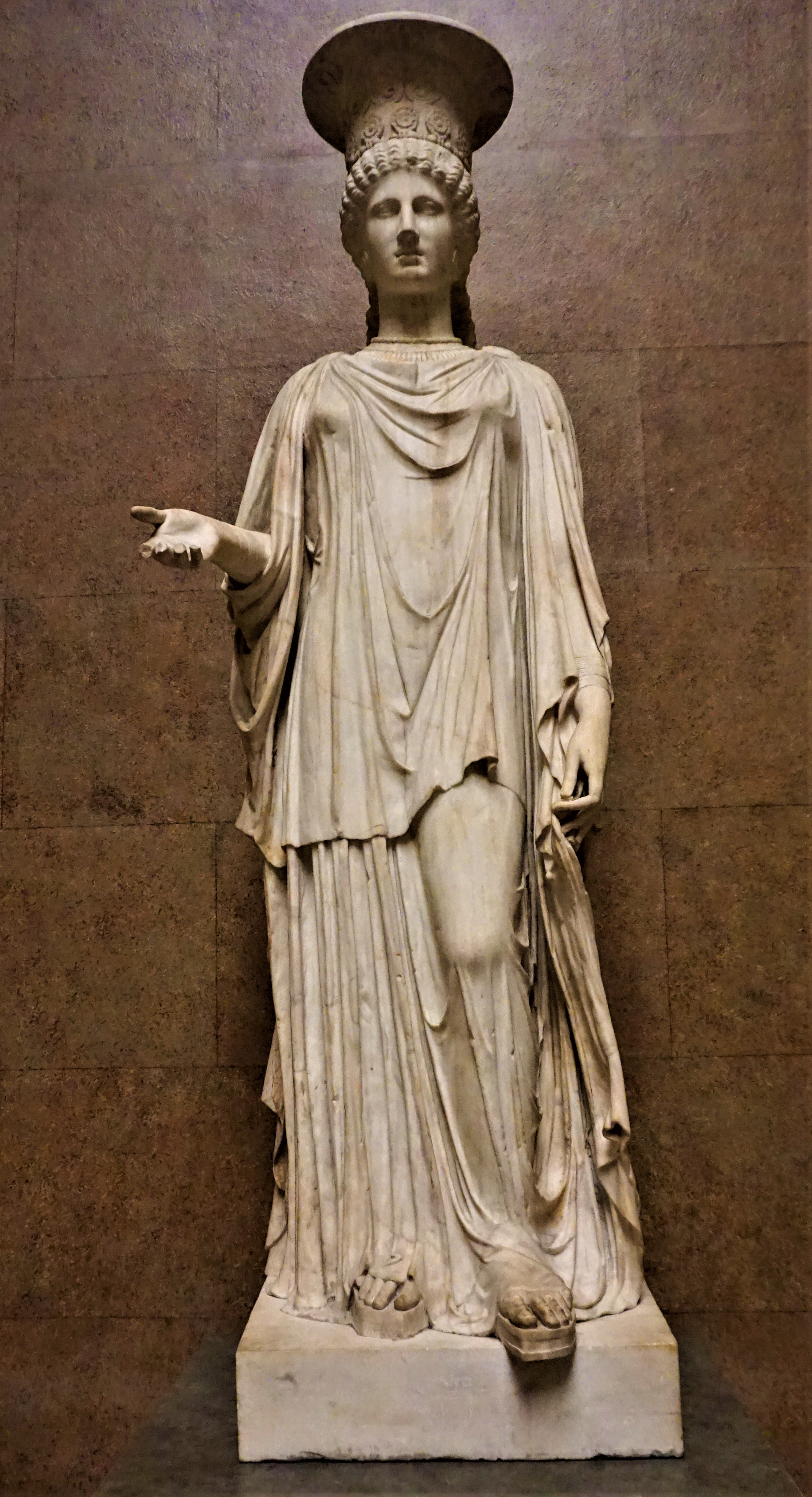
Каріатида зі святилища Деметри на Апієвій дорозі. Неоаттична школа. 140-160 р.р. н. е. Британський музей
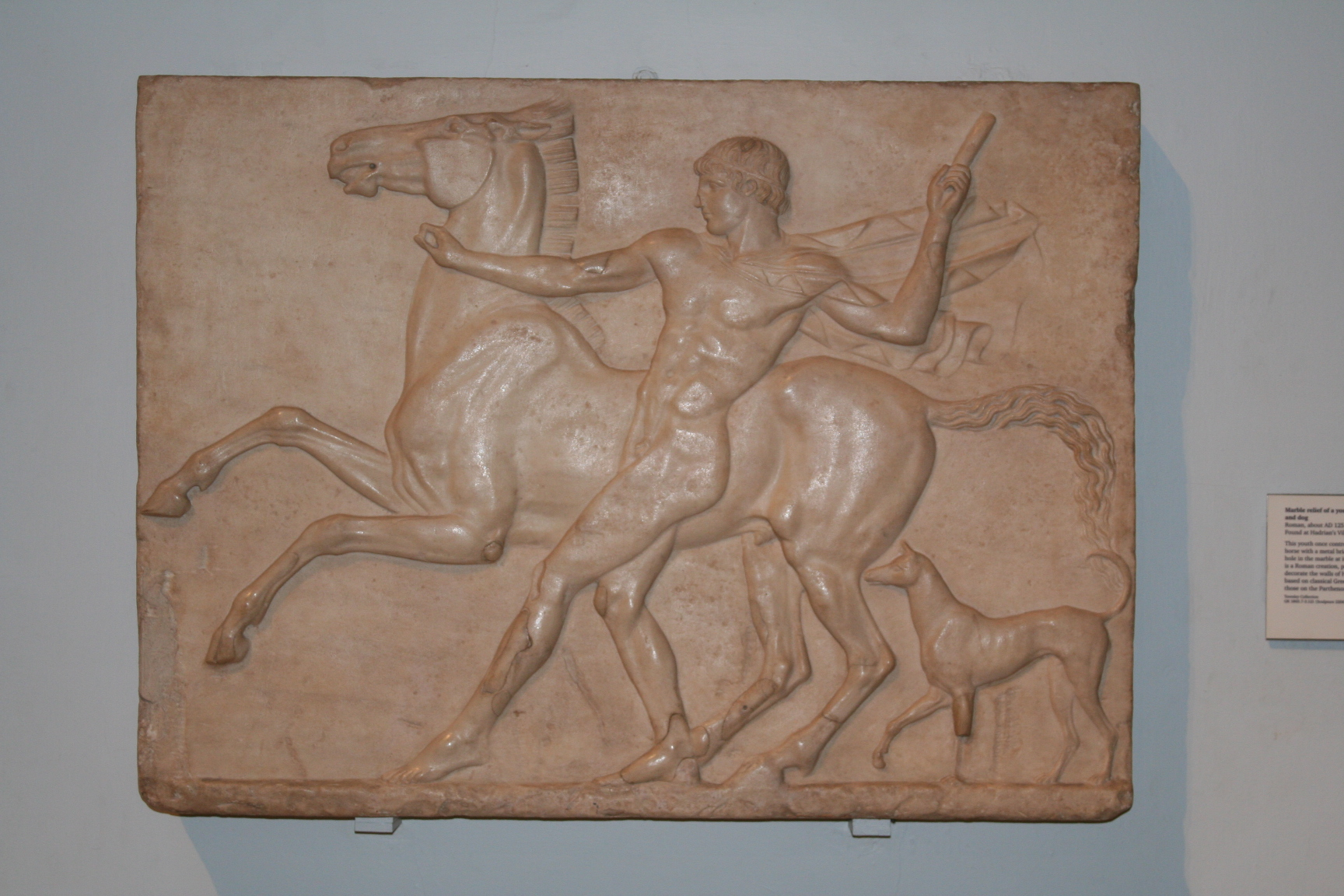
Рельєф з Вілли Адріана в Тіволі. Бл. 125 р. н. е. Мармур. Британський музей